# Cavedago
Cavedago é uma comuna italiana da região do Trentino-Alto Ádige, província de Trento, com cerca de 454 habitantes. Estende-se por uma área de 9 km², tendo uma densidade populacional de 50 hab/km². Faz divisa com Spormaggiore, Fai della Paganella, Molveno e Andalo.